# Surianaceae
Famille
Classification APG III (2009)
La famille des Surianacées est constituée de plantes dicotylédones ; elle comprend une dizaine d'espèces réparties en 5 genres.

## Étymologie
Le nom vient du genre type Suriana donné en hommage au médecin, chimiste, botaniste et explorateur français Joseph-Donat Surian († 1691), qui récolta des plantes avec Michel Bégon et Charles Plumier lors d’une expédition aux Caraïbes.

## Classification
En classification classique de Cronquist (1981) cette famille était placée dans l'ordre des Rosales. 
Les  classifications phylogénétiques APG II et APG III la situent dans l'ordre des Fabales.

## Liste des genres
Selon Angiosperm Phylogeny Website (28 mai 2010), NCBI (28 mai 2010), GRIN (28 mai 2010) et DELTA Angio (28 mai 2010) :
- Cadellia (en) F.Muell.
- Guilfoylia F.Muell.
- Recchia Moc. & Sesse ex DC.
- Stylobasium (en) Desf.
- Suriana L.

Selon ITIS (28 mai 2010) :
- Suriana L.

## Liste des espèces
Selon NCBI (28 mai 2010) :
- genre Cadellia
  - Cadellia pentastylis
- genre Guilfoylia
  - Guilfoylia monostylis
- genre Recchia
  - Recchia mexicana
- genre Stylobasium
  - Stylobasium australe
  - Stylobasium spathulatum
- genre Suriana
  - Suriana maritima